# Las Vacaciones de Lord Parker
Las Vacaciones de Lord Parker es el cuarto episodio de la segunda temporada de los Thunderbirds, serie de televisión de Gerry Anderson para Supermarionation fue el 30mo episodio producido. El episodio salió al aire primero en ATV Midlands el 23 de octubre de 1966. Fue escrito por Tony Barwick y dirigido por Brian Burgess.

## Sinopsis
Lady Penélope y Parker llegan a la fiesta de encendido del primer pueblo en ser alumbrado por energía solar. Pero durante su primera noche un reflector gigante cae y concentra los rayos del Sol sobre el pueblo. Como no tarda en salir el Sol, los Thunderbirds deben correr contratiempo para prevenir que el pueblo se destruya por el poder del calor magnificado.

## Reparto

### Reparto de voz regular
- Jeff Tracy — Peter Dyneley
- Scott Tracy — Shane Rimmer
- Virgil Tracy — David Holliday
- Alan Tracy — Matt Zimmerman
- Lady Penélope Creighton-Ward - Sylvia Anderson
- Aloysius "Nosey" Parker - David Graham
- Brains - David Graham
- Abuela Tracy - Christine Finn

### Reparto de voz invitado
- Profesor Lungren - Peter Dyneley
- Mitchell - Charles Tingwell
- Señor Faccini - Jeremy Wilkin
- Bruno - Charles Tingwell
- Asistente a la fiesta - David Graham

## Equipo principal
Los vehículos y equipos vistos en el episodio son:
- Thunderbird 1
- Thunderbird 2 (llevando el fuselaje 3)
- FAB 1
- Magno-Grip